# 昂布兰维尔
昂布兰维尔（法語：Amblainville，法語發音：[ɑ̃blɛ̃vil]）是法国瓦兹省的一个市镇，属于博韦区。

## 地理
昂布兰维尔（49°12'11"N, 2°7'18"E）面积20.98 平方千米，位于法国上法蘭西大區瓦兹省，该省份为法国北部内陆省份，北起索姆省，西接厄尔省和滨海塞纳省，南至塞纳-马恩省和瓦兹河谷省，东临埃纳省。
与昂布兰维尔接壤的市镇（或旧市镇、城区）包括：阿龙维尔、埃什、埃农维尔、梅吕、萨布隆新城、贝维尔、博尔内勒。

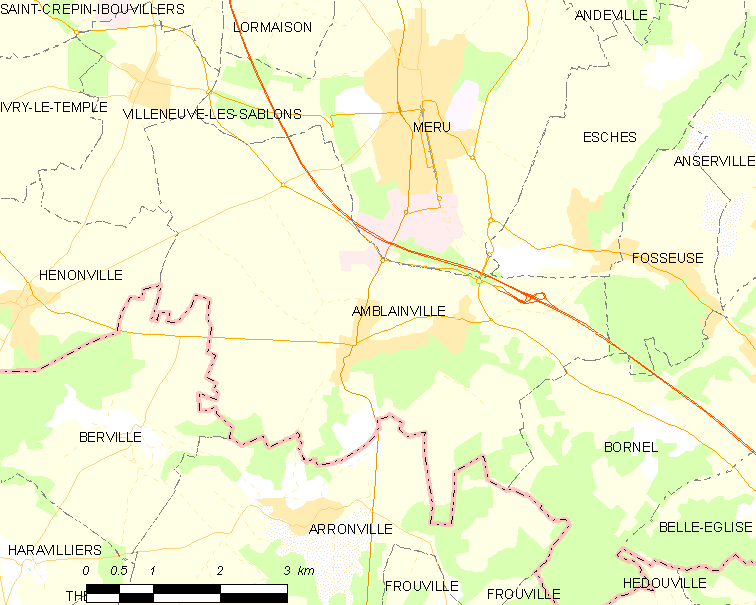
昂布兰维尔的OSM定位图

昂布兰维尔的时区为UTC+01:00、UTC+02:00（夏令时）。

## 行政
昂布兰维尔的邮政编码为60110，INSEE市镇编码为60010。

## 政治
昂布兰维尔所属的省级选区为梅吕县。

## 人口

1962-2008年间昂布兰维尔人口变化图示

昂布兰维尔于2022年1月1日时的人口数量为1786人。